# Nouveau parti anticapitaliste
Nouveau parti anticapitaliste, NPA,  (svenska: Nya antikapitalistiska partiet) är ett franskt antikapitalistiskt politiskt parti bildat den 8 februari 2009. Partiets mål är att förena den splittrade franska vänstern och organisera nya aktivister baserat på de framgångar vänsterkandidater hade i presidentvalen 2002 och 2007 med sammanlagt 10,44% respektive 7,07%.
Partiet förknippas starkt med dess huvudsakliga provisoriska talesman, brevbäraren Olivier Besancenot, som tidigare var ledare för Ligue communiste révolutionnaire (LCR).  NPA är ännu ett nytt parti vilket innebär att organisationen ännu ej är helt utformad.